# Pintura al carrer

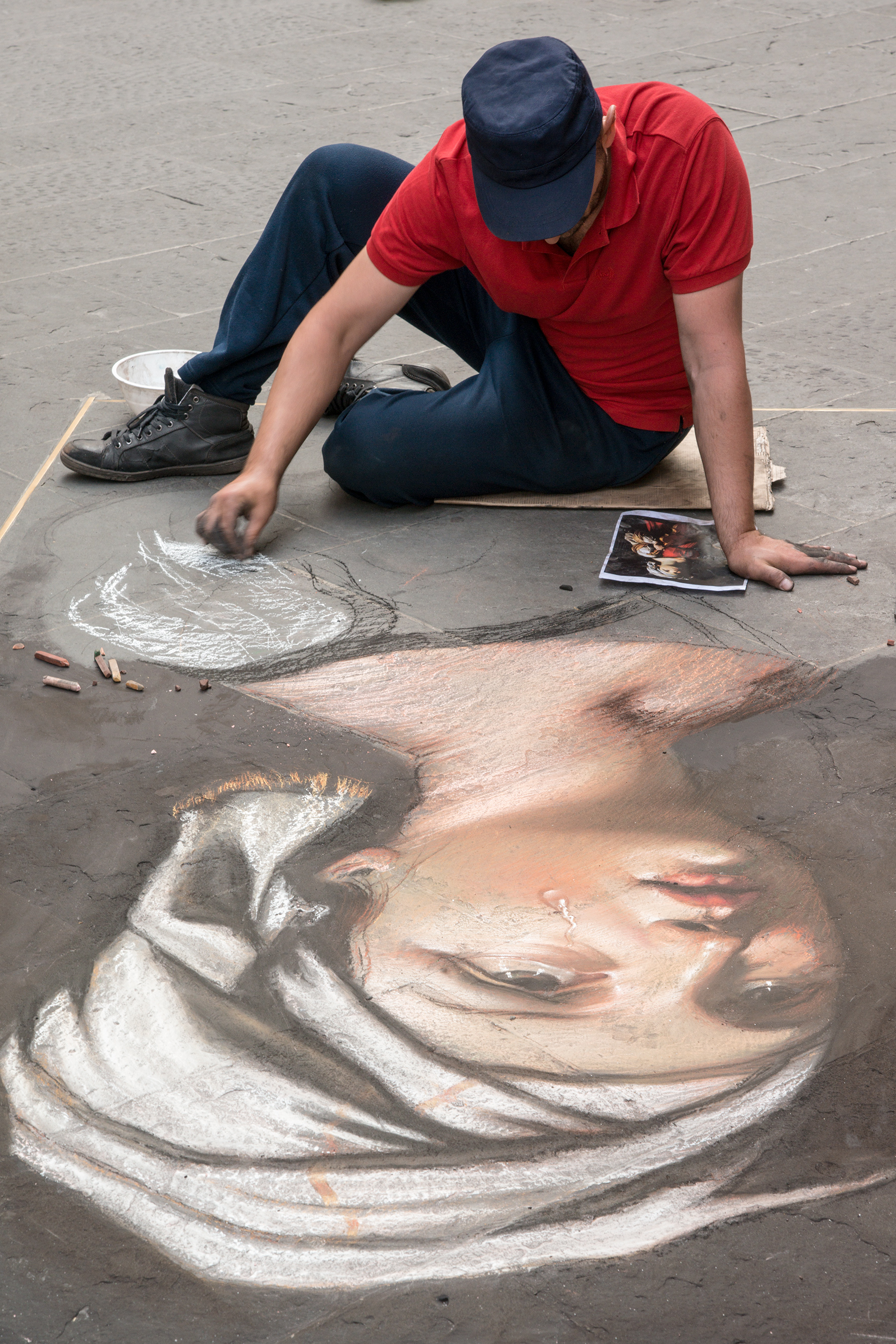
Artista que fa pintura al carrer a Florència.

La pintura al carrer sorgeix dels diferents artistes que es dediquen a realitzar pintures al carrer, és a dir, en un espai públic. Les pintures que podem veure al carrer són diverses però la que més destaca són els graffittis. Els graffittis es poden trobar pel carrer en forma d'imatge o en forma escrita, de missatge. També es pot trobar una combinació de les dues. Pintar al carrer (murs, parets) està relacionat amb el vandalisme, ja que actualment està vist com una acció il·legal, ja que són espais públics i desafien a la propietat privada.